# Soon-Tek Oh
Soon-Tek Oh (coréen : 오순택) est un acteur américain né le 29 juin 1932 à Mokpo (Corée du Sud) et mort le 4 avril 2018 à Los Angeles en Californie.
Connu pour avoir prêté sa voix au personnage de Fa Zhou dans Mulan et Mulan 2 des studios Disney, il est apparu dans de nombreux films et séries télévisées telles MASH, Drôles de dames, L'Âge de cristal, Magnum, Kung Fu, la légende continue, Zorro, Les Anges du bonheur et Hawaii 5-O.

## Biographie
Soon-Tek Oh nait à Mokpo en 1932 dans le sud de la péninsule coréenne alors que celle-ci est une province japonaise. Il fréquente le lycée de Gwangju puis l'université Yonsei de Séoul. Il émigre avec sa famille aux États-Unis en 1959 et obtient son MFA de l'université de Californie du Sud.
Membre fondateur de l'East West Players (en), un groupe de théâtre asio-américain, en 1965, il crée à Broadway la comédie musicale Pacific Overtures de Stephen Sondheim en 1976. Il fonde en 1995 le groupe de théâtre coréano-américain Society of Heritage Performers qui devient par la suite le Lodestone Theatre Ensemble (en).

### Mort
Il meurt des suites de la Maladie d'Alzheimer le 4 avril 2018 à 85 ans.

## Filmographie
(mai 2024).
La mise en forme du texte ne suit pas les recommandations de Wikipédia : il faut le « wikifier ».
Les points d'amélioration suivants sont les cas les plus fréquents. Le détail des points à revoir est peut-être précisé sur la page de discussion.
- Les titres sont pré-formatés par le logiciel. Ils ne sont ni en capitales, ni en gras.
- Le texte ne doit pas être écrit en capitales (les noms de famille non plus), ni en gras, ni en italique, ni en « petit »…
- Le gras n'est utilisé que pour surligner le titre de l'article dans l'introduction, une seule fois.
- L'italique est rarement utilisé : mots en langue étrangère, titres d'œuvres, noms de bateaux, etc.
- Les citations ne sont pas en italique mais en corps de texte normal. Elles sont entourées par des guillemets français : « et ».
- Les listes à puces sont à éviter, des paragraphes rédigés étant largement préférés. Les tableaux sont à réserver à la présentation de données structurées (résultats, etc.).
- Les appels de note de bas de page (petits chiffres en exposant, introduits par l'outil «  Source ») sont à placer entre la fin de phrase et le point final[comme ça].
- Les liens internes (vers d'autres articles de Wikipédia) sont à choisir avec parcimonie. Créez des liens vers des articles approfondissant le sujet. Les termes génériques sans rapport avec le sujet sont à éviter, ainsi que les répétitions de liens vers un même terme.
- Les liens externes sont à placer uniquement dans une section « Liens externes », à la fin de l'article. Ces liens sont à choisir avec parcimonie suivant les règles définies. Si un lien sert de source à l'article, son insertion dans le texte est à faire par les notes de bas de page.
- La présentation des références doit suivre les conventions bibliographiques. Il est recommandé d'utiliser les modèles {{Ouvrage}}, {{Chapitre}}, {{Article}}, {{Lien web}} et/ou {{Bibliographie}}. Le mode d'édition visuel peut mettre en forme automatiquement les références.
- Insérer une infobox (cadre d'informations à droite) n'est pas obligatoire pour parachever la mise en page.

Pour une aide détaillée, merci de consulter Aide:Wikification.
Si vous pensez que ces points ont été résolus, vous pouvez retirer ce bandeau et améliorer la mise en forme d'un autre article.

### Cinéma
- 1971 : Le Dernier Train pour Frisco
- 1974 : L'Homme au pistolet d'or
- 1978 : Le Commando des tigres noirs
- 1980 : Nimitz, retour vers l'enfer
- 1982 : La Lettre
- 1982 : A Fragile Affair
- 1983 : Death Ride to Osaka
- 1985 : Portés disparus 2
- 1985 : The Legend of the White Horse (en)
- 1987 : Street Justice
- 1987 : Le justicier braque les dealers
- 1987 : Steele Justice (en)
- 1988 : The Red Spider
- 1989 : Manhunt: Search for the Night Stalker
- 1989 : Soursweet
- 1989 : Collision Course (en)
- 1990 : Last Flight Out
- 1991 : Deadly Game
- 1993 : A Home of Our Own
- 1994 : SFW
- 1994 : Red Sun Rising
- 1996 : Street Corner Justice
- 1996 : The Real Adventures of Jonny Quest
- 1997 : Beverly Hills Ninja
- 1998 : Mulan
- 2000 : L'Homme du président
- 2000 : Roads and Bridges
- 2002 : The Visit
- 2002 : Special Weapons and Tactics
- 2004 : Mulan 2
- 2005 : Last Mountain

### Télévision
•   1972 : Hawaï Police d'État : Saison 5, épisode 5 " le vol du prototype" : Tommy Wong
- 1968 : Hawaï Police d'Etat : Saison 1, épisode 16 " face au dragon." : Lewis Chen
- 1967 : Les envahisseurs : Saison 1, épisode 2 "l'expérience": le domestique
- 1968 : Hawaï police d'État : Saison 2 épisode La Bête
- 1972 : Kung fu saison 2 épisode 5

« Le grand amour de Chen yi »
- 1976 : Les Têtes brûlées
- 1981 : "Drôles de Dames" : Saison 5 épisodes 3 à 7
- 1981/1982 : Magnum S2E5
- 1982 : Marco Polo
- 1987 : L'Agence tous risques : Saison 5 épisode  Le point de non retour
- 1988 : MacGyver : Saison 3 épisode  Le dragon de jade
- 1992 : Highlander, épisode The Road Not Taken
- 1992 : Zorro, épisode "La Sagesse et la Force" : Hiroshi
- 1993 : Arabesque
- 1994 : Babylon 5 , épisode The Muta-Do : TKO
- 1997 : Stargate SG-1, épisode Émancipation